# Pozoblanco
Pozoblanco là một đô thị trong tỉnh Córdoba, Andalusia, Tây Ban Nha. Dân số là 16.996 người.